# Cantó de Saint-Georges-du-Vièvre

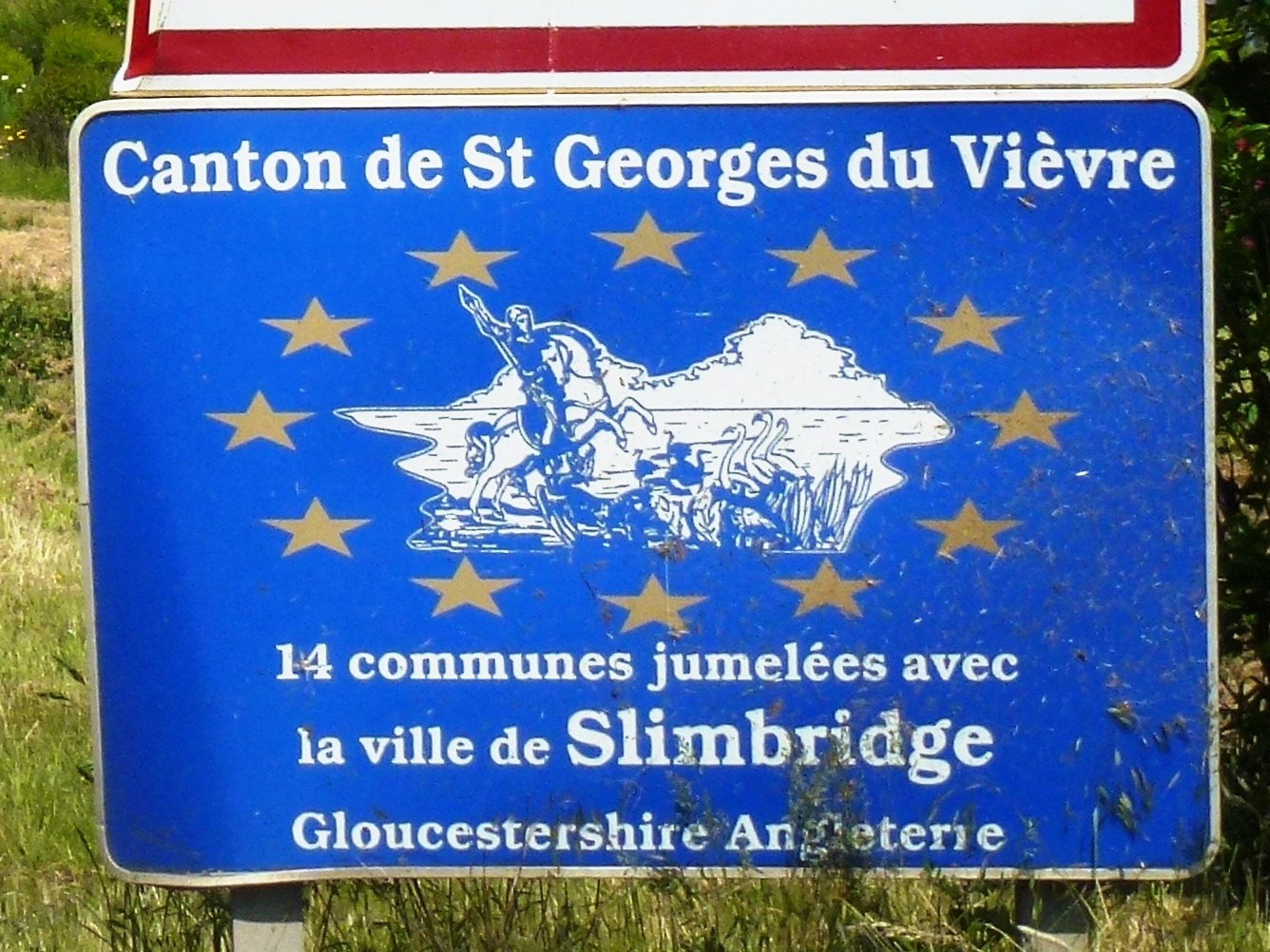
Cartell indicatiu del cantó

El cantó de Saint-Georges-du-Vièvre és un cantó francès del departament de l'Eure, situat al districte de Bernay. Té 14 municipis i el cap es Saint-Georges-du-Vièvre.

## Municipis
- Épreville-en-Lieuvin
- Lieurey
- Noards
- La Noë-Poulain
- La Poterie-Mathieu
- Saint-Benoît-des-Ombres
- Saint-Christophe-sur-Condé
- Saint-Étienne-l'Allier
- Saint-Georges-du-Mesnil
- Saint-Georges-du-Vièvre
- Saint-Grégoire-du-Vièvre
- Saint-Jean-de-la-Léqueraye
- Saint-Martin-Saint-Firmin
- Saint-Pierre-des-Ifs

## Història
| Data d'elecció                           | Identitat       | Partit                                 | Qualitat |
| ---------------------------------------- | --------------- | -------------------------------------- | -------- |
| 1945-1957                                | Georges Bernard | RGR, després Divers droite             |          |
| 1957-1966                                | M. Bernard      | Divers droite                          |          |
| 1966-1982                                | Modeste Legouez | CNI, després RI, després divers droite |          |
| 1988-2001                                | Jacques Duval   | Divers droite, després UDF             |          |
| 2001-                                    | Alain Huard     | PS                                     |          |
| les dades anteriors no són pas conegudes |                 |                                        |          |
|                                          |                 |                                        |          |

## Demografia
| A partir de 1990: Població sense dobles comptes |